# Rosa Elia Romero Guzmán
Rosa Elia Romero Guzmán es una política mexicana miembro del Partido del Trabajo. De 1996 a 1998 fue asesora de la presidencia municipal de Santo Domingo Tonalá, Huajuapan, Oaxaca. Fue en 2006 Coordinadora Regional de la Unión General de Obreros y Campesinos de México. Fue dos veces invitada al Encuentro Hemisferico de la Lucha contra el ALCA en La Habana, Cuba en 2001 y 2002. Fue diputada a la LX Legislatura del Congreso de la Unión de México.